# SUPER RICH
《SUPER RICH》，富士電視台於週四劇場時段播出的電視連續劇。主演為江口德子。此劇亦是江口首次主演日本黃金檔連續劇。
台灣OTT平台由friDay影音自2021年10月15日起，每週五獨家播出。

## 簡介
身為電子書籍企業社長的冰河衛有著有錢無愛的人生。把公司看得比自己還重要，將所有私人時間都放在公司經營上。
這時，她遇上了與自己出生際遇完全相反的貧窮專門學校學生春野優。令人衝擊的初遇使得公司的未來與自己的人生都將發生巨大變化。

## 登場人物

### 主要人物
- 冰河衛：江口德子（童年：志水心音 ）[4]（粵語配音：馮詠恩）

本作品的主人公。「Three star books」的社長。
- 春野優：赤楚衛二[4]（童年：村上秋峨）（粵語配音：譚禹晋）

在專門學校畢業，應招作「Three star books」的實習生。

### 「Three star books」的社員
- 宮村空：町田啟太[5]（粵語配音：黃文軒）

冰河的得力助手。
- 東海林達也：矢本悠馬[6]（粵語配音：郭湛深）

技術負責人。
- 碇健二：古田新太[7]（粵語配音：李家傑）

電子書籍總編輯。
- 今吉零子：中村友理（粵語配音：姜嘉蕾）

「Three star books」的財務。和衛是好朋友。
- 一之瀨亮：戶次重幸（粵語配音：黃榮璋）

共同CEO。和衛在大學時候相識，共同創立「Three star books」。
- 城戶密：結木滉星（粵語配音：陳啟熾）

兼職，會法文和他加祿語。
- 鮫島彩：菅野莉央（粵語配音：簡森）

市場行銷負責人。
- 鬼頭流星：嘉島陸（粵語配音：杜景煜）

編輯部的年輕社員。

#### 實習生
- 田中莉莉卡：志田未來[8]（粵語配音：羅婉楓）

一名自信的大學生。在面試時勇於批評社長。
- 豪德尊：板垣瑞生（粵語配音：黃尉斯）

開朗、爽朗的性格的大學生。實習生中的氣氛製造者。
- 高橋美優：野野村はなの（日语：野々村はなの）（粵語配音：王綺婷）

冷酷性格的大學生。

### 其他人物
- 島谷聰美：松嶋菜菜子（粵語配音：王綺婷）

衛的前上司和恩人。
- 小門真知子：遊井亮子（日语：遊井亮子）（粵語配音：簡森）

「Mental Health X Clinic」的精神科醫生。
- 小村勉：大村わたる（日语：大村わたる）（粵語配音：黃尉斯）

拉麵老闆→三日月電訊公司員工→會計師。
- 大學職員：小林三十朗（粵語配音：杜景煜）
- 頒獎嘉賓：瀧川瞳（粵語配音：梁倩蘅）
- 孕婦：山口真央（粵語配音：王綺婷）
- 救護員：松澤傑（粵語配音：郭湛深）
- 北別府惠子：松田美由紀（粵語配音：張惠雯）

著名作家，筆名「北別府K」，碇健二的前妻 。
- 飯田昌幸：飯田基祐（粵語配音：陳啟熾）

飯田基金執行董事。
- 飯田愛羅：水島麻理奈（粵語配音：簡森）

飯田昌幸的女兒。
- 宍戸和樹：川瀨陽太（粵語配音：李家傑）

日出廣告第八營業室室長，空在日出廣告時的上司。
- 新聞報道員：新美有加、小川紘司（粵語配音：梁倩蘅、杜景煜）

報道一之瀨亮被捕的新聞主播。
- 久我部長：牟田浩二（粵語配音：杜景煜）

Sun Bridge的部長。
- 森之宮大吾：矢野聖人（粵語配音：黃尉斯）

通訊公司「三日月電信」的社長，昭三的兒子。
- 森之宮昭三：辰巳琢郎（粵語配音：杜景煜）

行動電話龍頭「滿月電信」的社長，大吾的父親。
- 大河一郎：田山涼成（粵語配音：黎家希）

通訊公司「滿月電信」的專務。
- Sun Bridge的員工：上田高嗣（粵語配音：黃榮璋）
- 產婆：吉田幸矢（粵語配音：姜嘉蕾）
- 和尚：石田芳道
- 地下賭場的顧客：堀正幸（粵語配音：陳啟熾）
- 優兼職外賣員的上司：岡部尚（粵語配音：杜景煜）
- 賭場的服務員：高柳愛實（粵語配音：羅婉楓）
- 多惠子的看護：柚月美沙（粵語配音：簡森）
- 葬禮司儀：志水政計（粵語配音：杜景煜）
- 今吉的戀人：小澤真由（粵語配音：王綺婷）
- 珠寶店店員：八木下萌（粵語配音：簡森）
- 矢野：宮崎吐夢（粵語配音：杜景煜）

和泉出版社的總編輯。
- 牧村：石井正則（粵語配音：黃尉斯）

和泉出版社社員。
- 真知子的司機：林田航平（粵語配音：黃文軒）
- 野田洋次郎：山口勝平（粵語配音：陳啟熾）

超人氣漫畫家，和泉出版社的當家王牌。
- 加藤：森下能幸（粵語配音：黎家希）

無名漫畫家。
- 餐廳侍應：內海香織 （粵語配音：姜嘉蕾）
- 矢口書店的店主：森喜行（粵語配音：陳啟熾）
- 麻將店經理：安藤廣郎（粵語配音：黎家希）
- 婚紗店店員：綾津YURI（粵語配音：羅婉楓）

### 春野的家人
- 春野櫻：美保純（日语：美保純）（粵語配音：簡森）

優的母親
- 春野真子：茅島水樹（童年：前田織音）（粵語配音：梁倩蘅）

優的妹妹
- 春野良次：上島龍兵（鴕鳥俱樂部）

優的父親

### 冰河的家人
- 冰河多惠子：赤座美代子（粵語配音：王綺婷）

衞的祖母。
- 衛的母親：牧佳子（粵語配音：簡森）

## 工作人員
- 劇本：溝井英一デービス（日语：溝井英一デービス）[9]
- 導演：三橋利行、平野真、相澤秀幸、阿部雅和[9]
- 音樂：fox capture plan[9]
- 主題曲：優里「ベテルギウス」
- 制作人：金城綾香、栗原彩乃[9]
- 制作、著作：富士電視台第一製作部[9]

## 播出日程
| 集數                                                                      | 播出日期 | 標題                                               | 劇本             | 導演     | 收視率 | 備註       |
| ------------------------------------------------------------------------- | -------- | -------------------------------------------------- | ---------------- | -------- | ------ | ---------- |
| 第1話                                                                     | 10月14日 | 有錢女社長、人生最大失敗!                          | 溝井英一デービス | 三橋利行 | 7.8%   | 加長15分鐘 |
| 第2話                                                                     | 10月21日 | 還差一億元!拯救公司的女神降臨?                     | 溝井英一デービス | 平野真   | 7.3%   |            |
| 第3話                                                                     | 10月28日 | 從零開始再出發!目標、翻身大計                      | 溝井英一デービス | 相澤秀幸 | 7.6%   |            |
| 第4話                                                                     | 11月4日  | 能與過去決別嗎…!賺取五千萬的方法                   | 溝井英一デービス | 阿部雅和 | 6.7%   |            |
| 第5話                                                                     | 11月11日 | 邁向新一章…舞台爲1年後!優的轉變                    | 溝井英一デービス | 三橋利行 | 7.0%   |            |
| 第6話                                                                     | 11月18日 | 衛的過去將被揭開…優的奮鬥！賭局用甚麼做籌碼??      | 溝井英一デービス | 三橋利行 | 6.3%   |            |
| 第7話                                                                     | 11月25日 | 一擲千金！目標是招攬超人氣作家                     | 溝井英一デービス | 平野真   | 5.3%   |            |
| 第8話                                                                     | 12月2日  | 第二章完結！公司會解散！？優的去留                 | 溝井英一デービス | 阿部雅和 | 7.1%   |            |
| 第9話                                                                     | 12月9日  | 邁向最終章！上市前的大事故！夫婦間的分歧與優的眼淚 | 溝井英一デービス | 下畠優太 | 6.5%   |            |
| 第10話                                                                    | 12月16日 | 即將完結!最後的背叛者…空的覺悟                     | 溝井英一デービス | 平野真   | 6.5%   |            |
| 第11話                                                                    | 12月23日 | 社長退任!?最後所得知的幸福形式                     | 溝井英一デービス | 三橋利行 | 6.6%   |            |
| 平均收視率 6.9%（收視率由Video Research調查關東地區、家戶的即時統計資料） |          |                                                    |                  |          |        |            |

## 宣傳
江口德子和赤楚衛二和在預告中以五秒時間讀出共演者的名單，並模仿了THE FIRST TAKE的拍攝手法。

## 反應
此劇是赤楚衛二和町田啟太在《如果30歲還是處男，似乎就能成為魔法師》後再次共演，在網絡上引起話題。

## 注譯
1. ↑  Betelgeuse（參宿四）的日文音譯。
2. ↑  首回在10:08分播放，並延長15分鐘。

## 外部連結
- 官方网站- 富士電視台（中文）
- 官方网站- 富士電視台（日語）
  - SUPER RICH的X（前Twitter）（日語）
  - SUPER RICH的Instagram帳戶（日語）

| 日本 富士電視台 週四劇場                        | 日本 富士電視台 週四劇場                              | 日本 富士電視台 週四劇場 |
| ----------------------------------------------- | ----------------------------------------------------- | ------------------------ |
|                                                 | SUPER RICH （2021年10月14日－12月23日）               |                          |
| 來自灰色星球的小王子 （2021年7月15日－9月23日） | 小道消息 ＃她想知道真正的○○ （2022年1月6日－3月17日） |                          |